# Channel A
Channel A（チャンネルエー、朝鮮語: 채널A）は韓国の放送局である。略称はチャンネルA。東亜日報傘下で、ケーブルテレビ向け総合編成チャンネルを運営している。
製作と経営哲学は「開放性と創造性（Open & Creative）」であり、スローガンは「夢を込めるキャンバス」である。

## 概要
2000年1月1日、Channel Aとして創業、2011年12月1日に開局した。大株主である東亜日報はかつてラジオ単営局の東亜放送（DBS）を運営していたが、過去の言論統廃合政策でKBSに吸収合併された経験を持つ。その後、2009年に行われた規制緩和により、大企業や新聞社が放送事業へ進出することを解禁したのに伴い、東亜日報がテレビ新局を設立した上で放送事業に再進出したのがこのチャンネルAである。

## 歴史
- 2000年 1月1日 ：光化門東アメディアセンター竣工
- 2011年 
  - 12月1日 ：チャンネルA開局
  - 12月29日 ：東亜デジタルメディアセンター（DDMC）着工
- 2012年 
  - 3月2日 ：チャンネルA出資ストーリーネットワークス発足
  - 3月30日 ：東亜日報主催で金獅子旗高校野球中継
- 2014年 
  - 4月1日 ：チャンネルA出資メディアテック発足
  - 4月22日 ：チャンネルA出資メディアレップA発足
  - 12月17日 ：東亜デジタルメディアセンター（DDMC）竣工
- 2015年 7月1日 ：チャンネルAプラス開局
- 2016年
  - 12月1日 ：東亜日報主催でソウル国際マラソン大会中継
  - 12月29日 ：チャンネルA出資チャンネルAB&C、チャンネルAニュースビジョン発足

## 大韓民国内提携新聞社
- 京仁日報
- 江原日報
- 大田日報
- 光州日報
- 全北日報
- 毎日新聞（大邱）
- 釜山日報
- 慶南新聞
- 済州日報

## その他
- 放送開始の提供字幕表示は広告主だけリスト表示する。
- 画面右上のチャンネルAのロゴの下に、ドラマ・教養番組・芸能番組では本放送、ニュース・時事・情報番組とスポーツ中継ではLIVEで表示される。
- 2016年 1月1日、エンディングが追加導入された。（白い背景の中のロゴ）
- 毎年大晦日のイベントの放送がない。

## 主な番組

### 報道番組
- ニュースA LIVE(뉴스A LIVE)
  - 日曜〜木曜12:00-13:20、金曜11:50-13:20放送
- チャンネルA ニュース TOP10(채널A 뉴스 TOP10)
  - 平日17:20-19:00、週末17:40-19:00放送
- ニュースA(뉴스A)
  - 平日19:00-20:10、週末19:00-19:50放送

### 時事番組
- 幸福な朝(행복한 아침)
  - 平日7:30-8:50放送
- 石直球ショー(김진의 돌직구쇼)
  - 平日8:50-10:30放送
- 強力な４チーム(강력한 4팀)
  - 平日15:50-17:20放送
- 土曜 ランキングショー(토요 랭킹쇼)
  - 土曜12:00-13:20放送